# 'A livella
'A livella (in italiano, La livella) è una poesia drammatica in napoletano, scritta da Totò nel 1964, dal profondo significato filosofico.

## Materia narrativa
Totò sfrutta la ricorrenza del 2 novembre, molto sentita nella sua Napoli natia, per affrontare ironicamente il tema della morte.
La poesia è ambientata in un cimitero, dove un malcapitato rimane chiuso dopo aver fatto visita alla tomba della zia defunta. Questi assiste incredulo al discorso tra due ombre: un marchese e un netturbino, casualmente sepolti l'uno accanto all'altro, rispettivamente in un sepolcro fastosamente ornato ed in una tomba abbellita solo da una misera croce di legno, «piccerella, abbandunata, senza manco un fiore». È il marchese  ad aprire la surreale discussione, lamentandosi con fare polemico e mordente che la salma del netturbino – del quale disprezza la miseria ed il cattivo odore – sia stata deposta accanto alla sua.
Il netturbino – tale Gennaro Esposito – all'inizio assume un atteggiamento accondiscendente, quasi di mortificazione dinanzi all'atteggiamento assurdamente oltraggiato dell'altra ombra. È solo dopo averlo lasciato chiacchierare per un po' che il disgraziato scupatore dà libero sfogo alla sua ancestrale saggezza e ammonisce il borioso nobile del fatto che, indipendentemente da ciò che si era in vita, col sopraggiungere della morte si diventa tutti uguali, grazie all'azione della morte-livella (la livella è uno strumento usato in edilizia per stabilire l'orizzontalità di un piano). Non esiste né l'eversione per i ceti poveri, né la redenzione per quelli ricchi: sono solo i vivi, come ricordato da Totò negli ultimi versi, che si categorizzano in classi sociali, in realtà pura apparenza, finzione:
'A livella si compone di 104 versi, tutti endecasillabi in rime alternate, ripartiti in ventisei strofe.
Come riportato dal suo autista, Totò dichiarò, poco prima di morire e dopo aver riascoltato l'incisione dell'opera: "A me chella livella, nun me piace 'cchiu".

## Fonti d'ispirazione

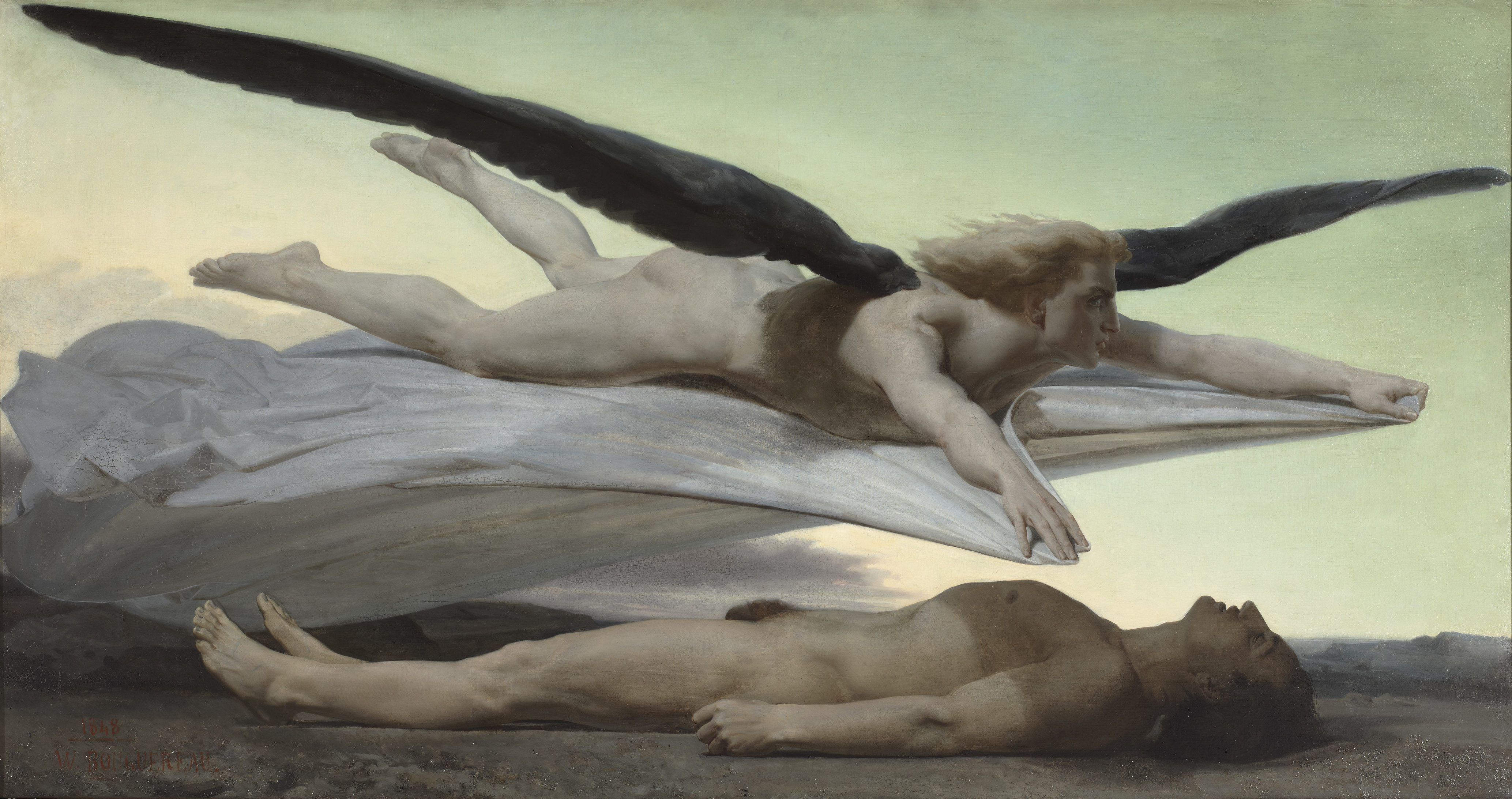
Uguaglianza davanti alla morte, William-Adolphe Bouguereau (1848)

Il modello letterario che serve da spunto alla composizione è il Dialogo sopra la nobiltà di Giuseppe Parini, scritto attorno al 1757. La materia di quest'opera, in cui è evidente la polemica antinobiliare e la vivacità satirica che hanno da sempre animato la produzione pariniana, è un dialogo tra due cadaveri, un nobile e un poeta, seppelliti casualmente in una fossa comune.
Un'altra preziosa fonte d'ispirazione per 'A livella pare che sia stata la stessa infanzia del principe De Curtis, che non di rado giocava a nascondino con i suoi coetanei nelle catacombe di San Gaudioso, ubicate nelle immediate circostanze della chiesa dove prestava servizio come chierichetto. Nei cunicoli delle catacombe è collocato un affresco di Giovanni Balducci raffigurante uno scheletro, per simboleggiare la natura effimera dei beni mondani, che cessano di avere senso di fronte al potere della morte, che per l'appunto livella: pare che questa pittura pure gli sia servita da modello.
Un'altra fonte o intento messo già in evidenza è il significato "massonico" della poesia: la livella, simbolo di uguaglianza, è uno dei fondamentali strumenti dell’arte muratoria: quando un Apprendista (primo grado) viene elevato a Compagno d’Arte (secondo grado), si dice che passa dalla Perpendicolare alla Livella; cioè è maturo per applicare gli insegnamenti ricevuti al piano del sociale e tale "uguaglianza" è interpretabile come la "morte iniziatica", ovvero la caducità e la precarietà che rappresentano gli avvenimenti del mondo profano, ossia "esterni" al mondo iniziatico.

## Musica
Versioni della Livella cantate sono state interpretate da vari artisti; si ricordano quelle interpretate da Enzo Avitabile e Giacomo Rondinella.